# Ecsegfalva
Ecsegfalva es un pueblo ubicado en el distrito de Gyomaendrőd, en el condado de Békés, Hungría.

## Superficie
Posee una superficie de 78,99 kilómetros cuadrados.

## Demografía
Hasta 2019 la población era de 1164 habitantes, con una densidad de población de 14,74 habitantes por kilómetro cuadrado.